# Semión Pustoshkin
Semión Afanásievich Pustoshkin (en ruso: Семён Афана́сьевич Пусто́шкин, Chernetsovo, Imperio ruso, 1759-San Petersburgo, 19 de abril de 1846) fue un almirante y senador ruso. Miembro del Colegio del Almirantazgo de San Petersburgo.

## Biografía
Nació en Chernetsovo, en el uyezd de Vorovichí de la gubernia de Nóvogorod, en 1759. Comenzó a estudiar en 1773 en la escuela del Cuerpo naval de cadetes, finalizando sus estudios en 1776 con el grado de guardamarina (grado de la Marina Imperial de Rusia en vigor de 1716 à 1917) y fue asignado a la flota del mar Báltico. En 1782, promovido al rango de teniente de marina, sirve en la Flota del mar Negro y el Mediterráneo. En 1786 tuvo el mando de la fragata Pchela, armada de doce cañones, que bajo la apariencia de un navío mercante, realizó una misión de reconocimiento e investigación sobre los puertos otomanos del mar Negro y el Mediterráneo, en la que tuvo éxito. Fue recompensado con la promoción a capitán.
En 1799, con las tropas de Lahoz, combate a los franceses en Italia. En 1805 fue elevado al grado de contralmirante. En 1806 participa en el asalto a la fortaleza de Akerman, El mismo año, encabezando una fuerza naval compuesta por cuatro navíos de línea destruye la fortaleza de Anapa, haciendo abandonar sus puestos a los turcos. En diciembre de 1807, Semión Pustoshkin fue promovido a vicealmirante admitido en el Colegio del Almirantazgo de San Petersburgo. En 1816, le fue concedida la Orden de San Jorge de cuarta clase. En 1831, promovido a almirante, dirige la Escuela Nikoláyev.
Pustoshkin murió el 19 de abril de 1846 y fue enterrado en el cementerio Volkovo de San Petersburgo.

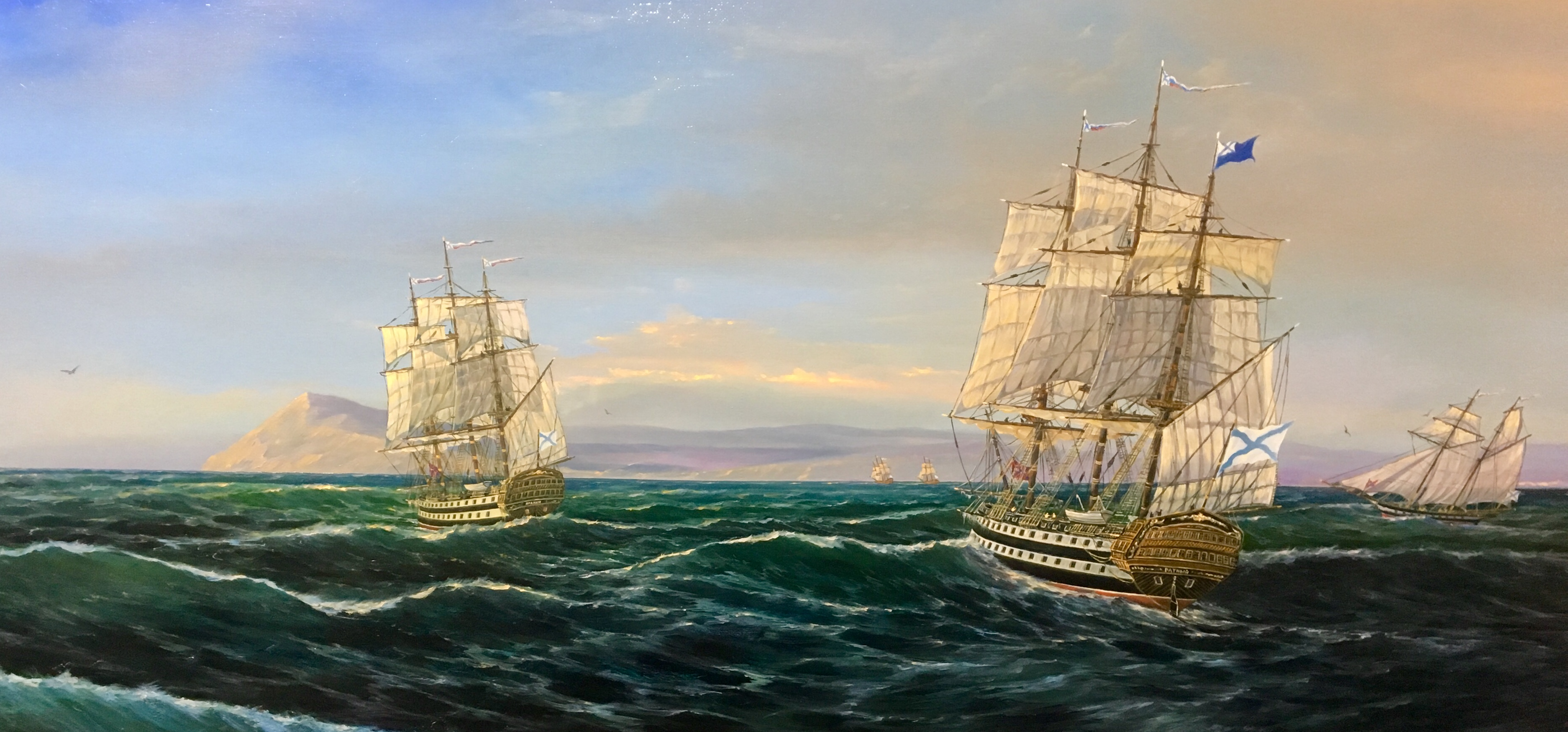
Эскадра контр-адмирала С.А.Пустошкина у побережья Анапы. Картинная галерея г. Анапы